# Бруклін (селище, Вісконсин)
Бруклін (англ. Brooklyn) — селище (англ. village) в США, в округах Ґрін і Дейн штату Вісконсин. Населення — 1524 особи (2020).

## Географія
Бруклін розташований за координатами 42°51′11″ пн. ш. 89°22′20″ зх. д. / 42.85306° пн. ш. 89.37222° зх. д. (42.853144, -89.372226).  За даними Бюро перепису населення США в 2010 році селище мало площу 2,82 км², з яких 2,82 км² — суходіл та 0,00 км² — водойми.

## Демографія
Згідно з переписом 2010 року, у селищі мешкала 1401 особа в 508 домогосподарствах у складі 391 родини. Густота населення становила 496 осіб/км².  Було 527 помешкань (187/км²).
Расовий склад населення:
| - 95,1 % — білих - 2,0 % — чорних або афроамериканців - 0,6 % — азіатів - 0,1 % — корінних американців - 1,1 % — осіб інших рас |

До двох чи більше рас належало 1,1 %. Частка іспаномовних становила 5,9 % від усіх жителів.
За віковим діапазоном населення розподілялося таким чином: 30,0 % — особи молодші 18 років, 64,4 % — особи у віці 18—64 років, 5,6 % — особи у віці 65 років та старші. Медіана віку мешканця становила 32,8 року. На 100 осіб жіночої статі у селищі припадало 101,6 чоловіків;  на 100 жінок у віці від 18 років та старших — 99,4 чоловіків також старших 18 років.
Середній дохід на одне домашнє господарство  становив 78 506 доларів США (медіана — 76 471), а середній дохід на одну сім'ю — 83 323 долари (медіана — 82 333). За межею бідності перебувало 1,0 % осіб, у тому числі 0,0 % дітей у віці до 18 років та 6,2 % осіб у віці 65 років та старших.
Цивільне працевлаштоване населення становило 829 осіб. Основні галузі зайнятості: освіта, охорона здоров'я та соціальна допомога — 28,2 %, виробництво — 14,2 %, роздрібна торгівля — 9,5 %, фінанси, страхування та нерухомість — 9,3 %.